# Aglais conjuncta
Aglais conjuncta är en fjärilsart som beskrevs av Neuburger 1905. Aglais conjuncta ingår i släktet Aglais och familjen praktfjärilar. Inga underarter finns listade i Catalogue of Life.